# Cathédrale principale des forces armées russes
La Cathédrale principale des forces armées russes (Cathédrale de la résurrection du Christ) (russe : Главный храм Вооружённых сил России (Храм Воскресения Христова)) est une cathédrale patriarcale (Патриарший собор) sous l'invocation de la Résurrection du Christ, « dédiée au 75e anniversaire de la victoire dans la Grande Guerre patriotique, ainsi qu'aux hauts faits militaires du peuple russe dans toutes les guerres », construite dans le Patriot Park du quartier Odintsovsky, oblast de Moscou,.
La cathédrale est construite grâce à des dons et à des fonds publics de Moscou et de l'oblast de Moscou. La consécration a eu lieu dans le cadre des célébrations du 75e anniversaire de la victoire en Europe issue de la Grande Guerre patriotique (1941-1945). Une exposition consacrée à l'histoire de la formation de l'État russe et de ses forces armées est présentée sur place.
La construction de la cathédrale a été achevée le 9 mai, Jour de la Victoire en Europe. Elle a été consacrée le 14 juin par le patriarche Cyrille de Moscou et inaugurée le 22 juin 2020, Jour du Souvenir et du Chagrin en présence du président de la fédération de Russie, Vladimir Poutine. Le temple est marqué par un phénomène miraculeux : Le 7 mars 2022, lors du dimanche du pardon, un miracle s'est produit dans l'église principale des forces armées russes. Au cours d'un service de prière, l'icône de la Mère de Dieu "Adoucissement des mauvais cœurs" s'est mise à briller. C'est ce qu'ont rapporté les paroissiens. D'après les images prises par les témoins oculaires, la myrrhe n'a pas coulé, mais s'est directement écoulée.

## Conception
Selon le site officiel, « l'église a été conçue dans un style russe monumental, incorporant de façon organique des approches architecturales modernes et des innovations uniques pour l'église orthodoxe ». Les façades du bâtiment ont un plaquage en métal, les arcades sont vitrées. Les murs de l'église, décorés de fresques, comprennent des scènes de bataille de l'histoire militaire et des textes bibliques. La décoration de la (petite) église inférieure est en céramique et est décorée de peinture Gjel, avec des morceaux de verre smalt utilisés dans la fabrication de panneaux de mosaïque. L'abside centrale dédiée à la Résurrection du Christ est réalisée sous la forme d'un relief métallique. La décoration de l'église, l'icône et l'iconostase sont en cuivre avec des émaux, comme cela a été fait sur les icônes militaires de campagne. L'image du Sauveur non fait de main d'homme dans le dôme central de l'église est la plus grande image du visage du Christ exécutée en mosaïque.

### Mosaïques en verre
Les mosaïques de vitraux dans la voûte de la cathédrale présentent diverses commandes de l'Armée rouge, accompagnées de leurs rubans respectifs qui indiquent leur classe. De nombreux ordres affichent les visages d'éminents chefs militaires de l'armée impériale russe. Les ordres suivants sont représentés dans les mosaïques : l'ordre d'Alexandre Nevsky (première classe), l'ordre de Bogdan Khmelnitsky (première classe), l'ordre d'Ouchakov (première classe), l'ordre de Nakhimov (première classe), l'ordre de Souvorov (première classe) ), Ordre de Kutuzov (première classe), Ordre de la victoire, Ordre de la bannière rouge, Ordre de l'étoile rouge et Ordre de la guerre patriotique (Première classe).

### Dimensions
Certaines dimensions sont symboliques. La hauteur de l'église avec la croix est de 95 mètres. Le diamètre du tambour du dôme principal est de 19,45 mètres, symbolisant l'année de la fin de la Grande Guerre patriotique (1945). La hauteur du beffroi est de 75 mètres, une référence aux 75 ans qui se sont écoulés en 2020 depuis la fin de la Seconde Guerre mondiale. La hauteur du petit dôme est de 14,18 mètres : 1418 jours et nuits d'hostilités ont duré pendant la Grande Guerre patriotique. La superficie du complexe de l'église est de 11 000 m2. La capacité de l'intérieur de l'église atteint 6 000 personnes.

### Cloches
Les cloches sont fabriquées à la fonderie de Voronej. La décoration des cloches répète des ornements ornant la cathédrale. Les cloches reflètent le thème de la victoire dans la Grande Guerre patriotique, icônes des patrons de l'armée russe. L'évangéliste principal a été décoré de bas-reliefs représentant les événements clés de la Grande Guerre patriotique. Les travaux de fabrication des cloches ont duré six mois. L'ensemble pèse plus de 20 tonnes, il comprend 18 cloches, dont la plus grande pèse 10 tonnes. 17 des 18 cloches sont consacrées aux types et aux armes des troupes. D'une part, l'emblème est appliqué sur la cloche, d'autre part, l'image du saint patron. Le 23 août 2019, des cloches sont posées sur le beffroi de la cathédrale.

### Dôme
Le 15 novembre 2019, un dôme central de 80 tonnes a été érigé sur la cathédrale, dont la hauteur et le diamètre sont de 12 mètres. Au total, la cathédrale a six coupoles, dont quatre sont identiques, chacune pesant 34 tonnes, la centrale est la plus grande et l'autre sur le beffroi. La conception a un cadre en acier fortement allié avec un facteur de résistance de 300 à 1500 ans.

### Icône principale

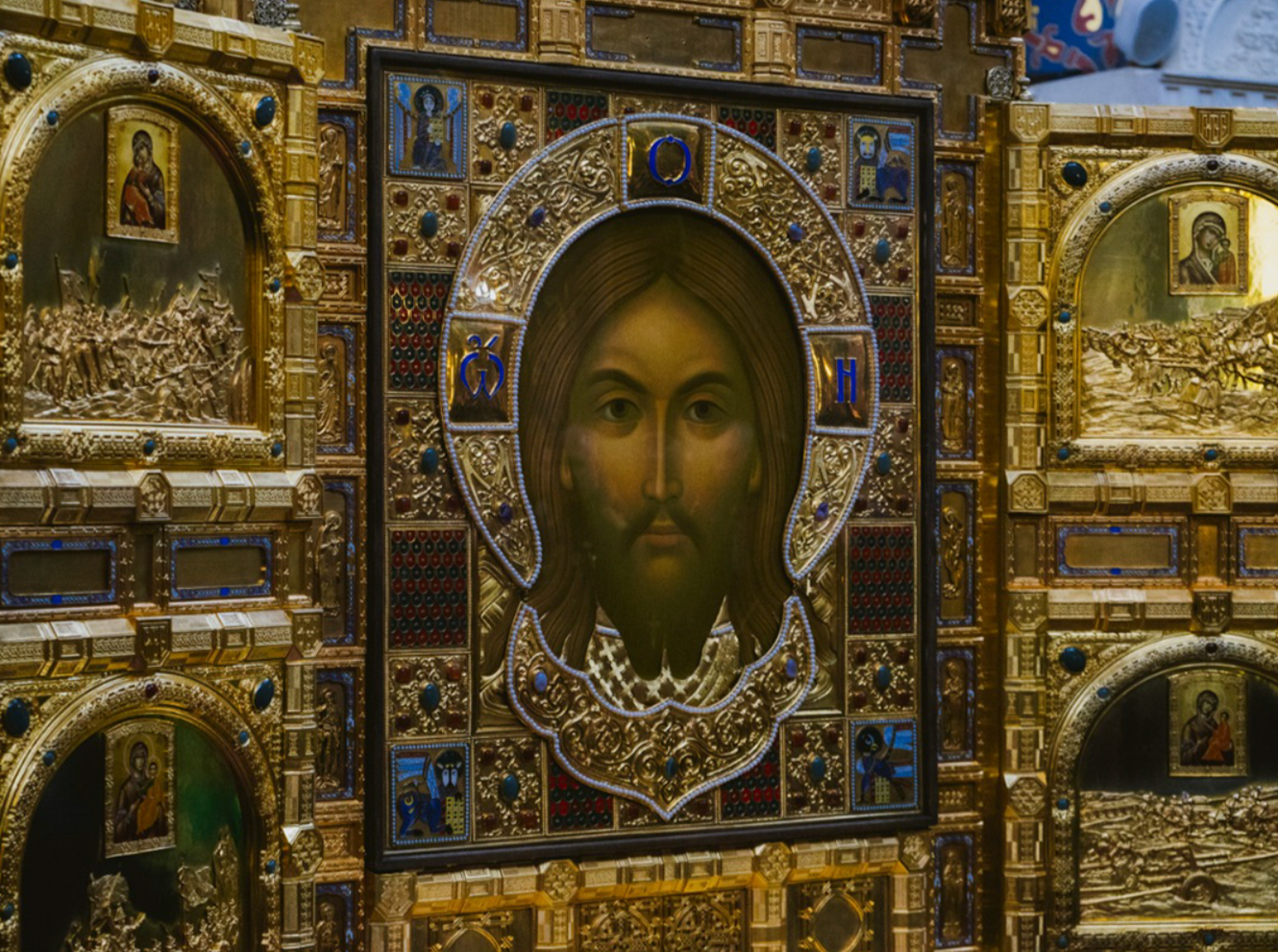
L'icône principale des Forces armées de la fédération de Russie Sauveur non fait à la main.

L'icône centrale de l'église principale des forces armées russes est le "Saint Sauveur" dans le dôme principal. L'icône du Sauveur non faite à la main est une image canonique de la Sainte Face de Jésus-Christ, miraculeusement imprimée sur un morceau de matériau et transmise par le Sauveur lui-même au roi Abgar V d'Osroene. Le visage sur l'icône entoure les images de la Très Sainte Mère de Dieu de Kazan, de Vladimir, de Smolensk et de Tikhvin, placées sur des reliefs artistiques qui représentent des événements significatifs de l'histoire de l'État russe. Dans l'arche, qui accompagne invariablement l'icône, il y a huit particules de saints patrons : le grand martyr George le Victorieux, l'apôtre Saint André, saint Nicolas de Myre, Serge de Radonège, la vierge martyrs Sainte Barbe, l'apôtre Saint Pierre, le grand martyr Panteleimon le Guérisseur, et aussi Fiodor Ouchakov, le juste commandant de la flotte de la mer Noire et l'un des saints les plus vénérés de la flotte.
L'image du Sauveur est placée dans un cadre en bronze et pèse environ 100 kg. L'icône elle-même sans cadre a des dimensions d'environ 98 × 84 × 10 cm.

### Poutine et controverse sur les mosaïques de Staline
Fin avril 2020, des photos ont été divulguées qui montraient, dans les mosaïques de la cathédrale inachevées, des représentations du président russe Vladimir Poutine, du ministre de la Défense Sergueï Choïgou et d'autres hauts responsables russes, ainsi que de Joseph Staline. L'Église orthodoxe russe a d'abord expliqué la présence de mosaïques représentant Poutine et Staline selon la tradition de représenter des événements historiques - dans ce cas, l'annexion de la Crimée à la Russie en 2014 et la Grande Guerre patriotique de 1941-1945. Cependant, plus tard, il a été signalé que la cathédrale n'aurait pas de mosaïques de Poutine. L'Église orthodoxe russe a expliqué que cette décision avait été prise en tenant compte de l'opinion du président.

### Galerie

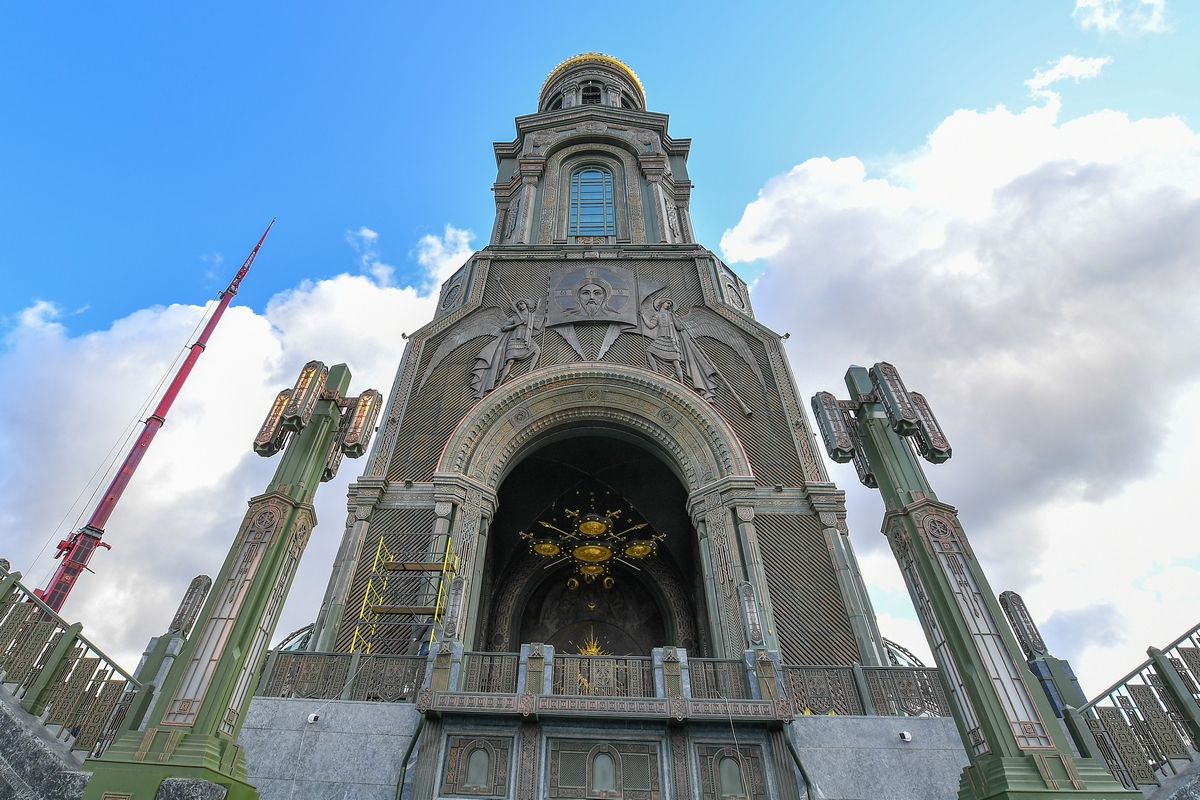
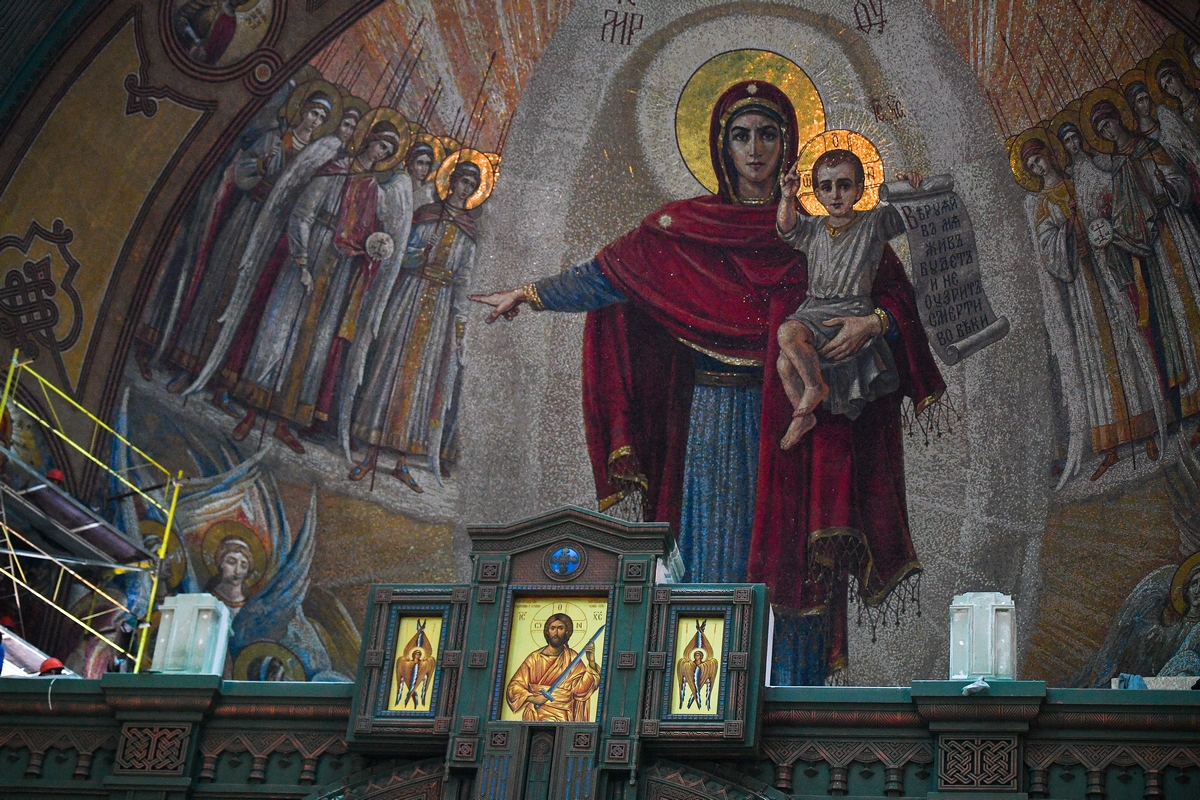
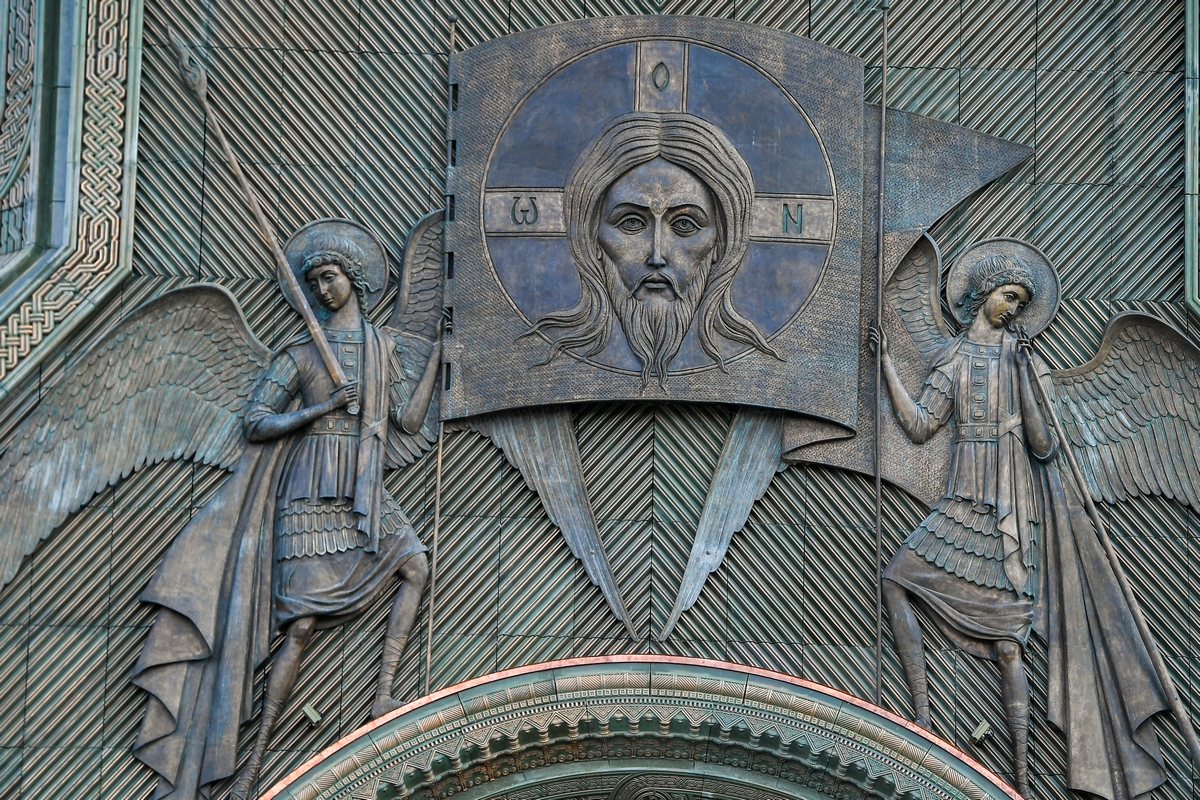
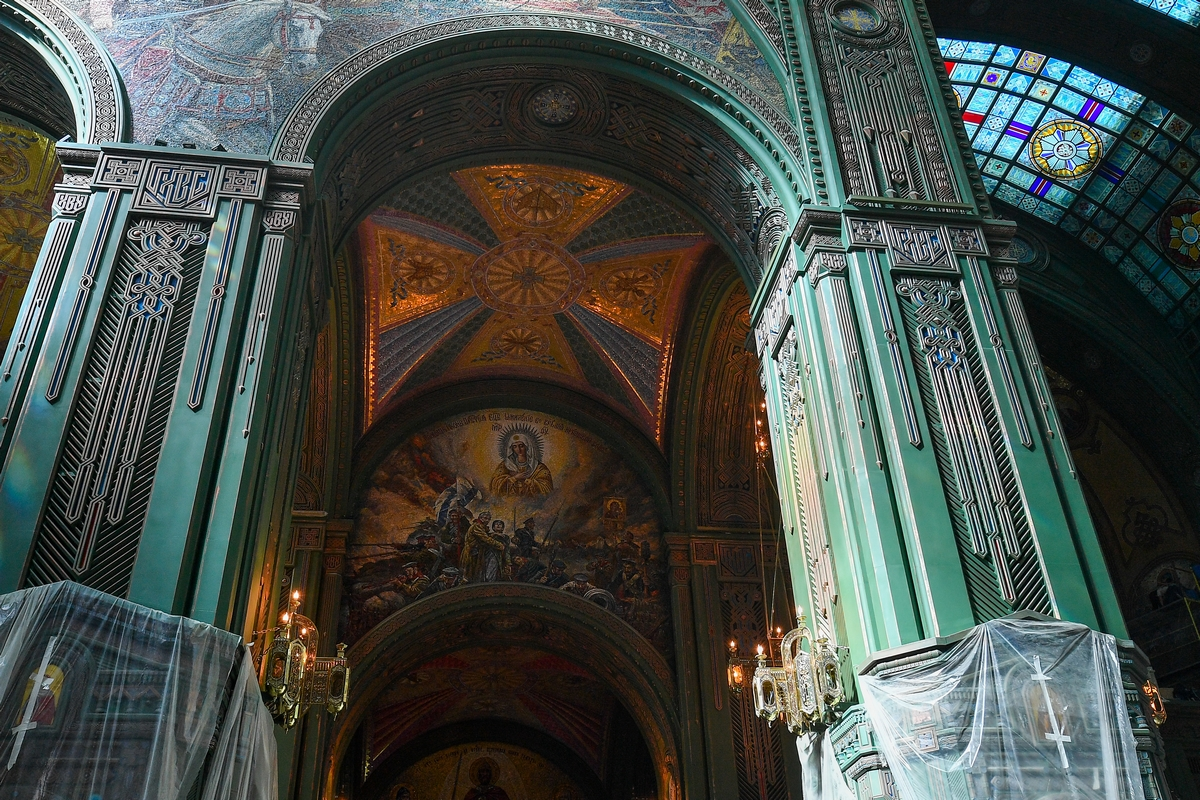
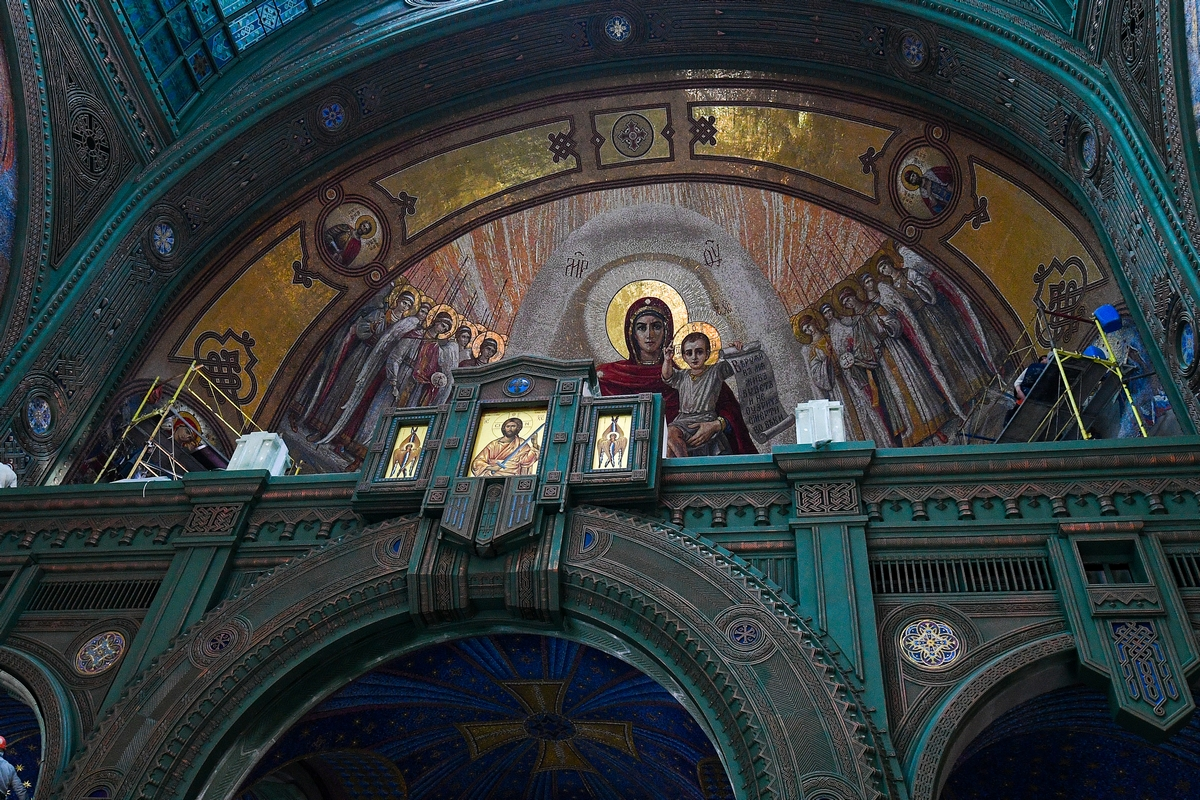
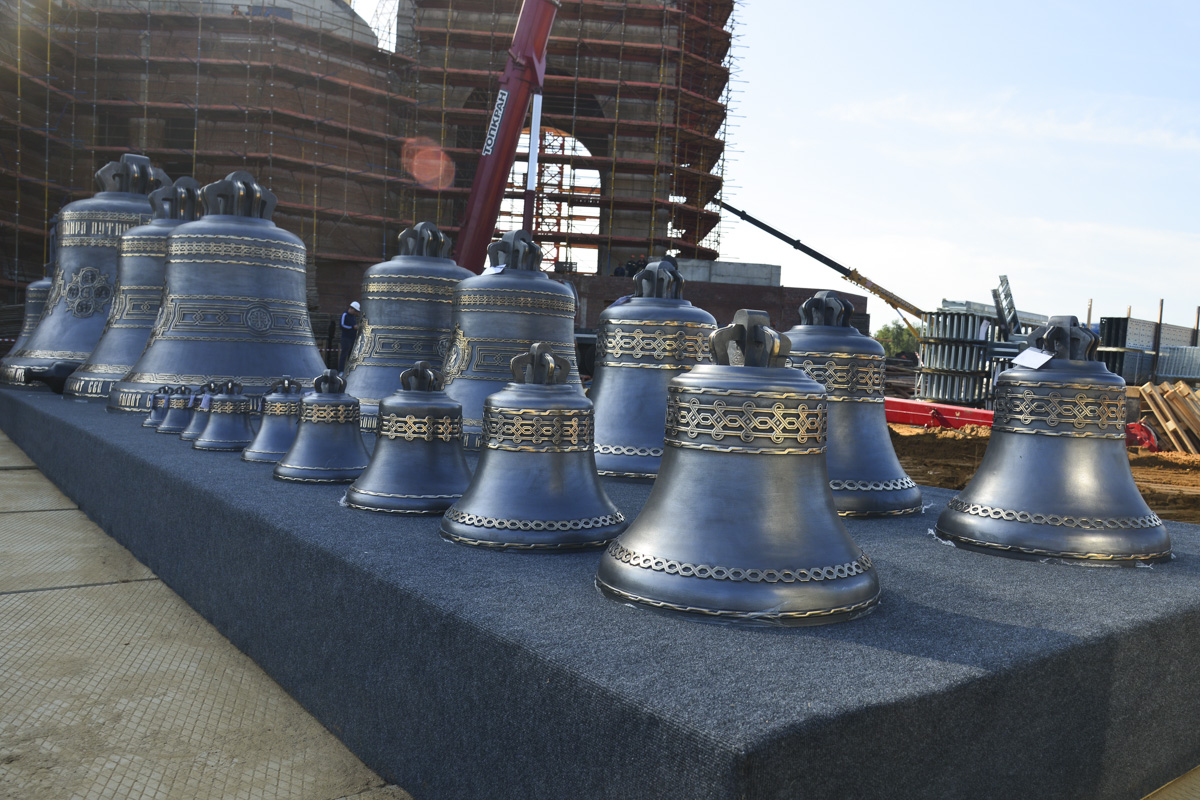
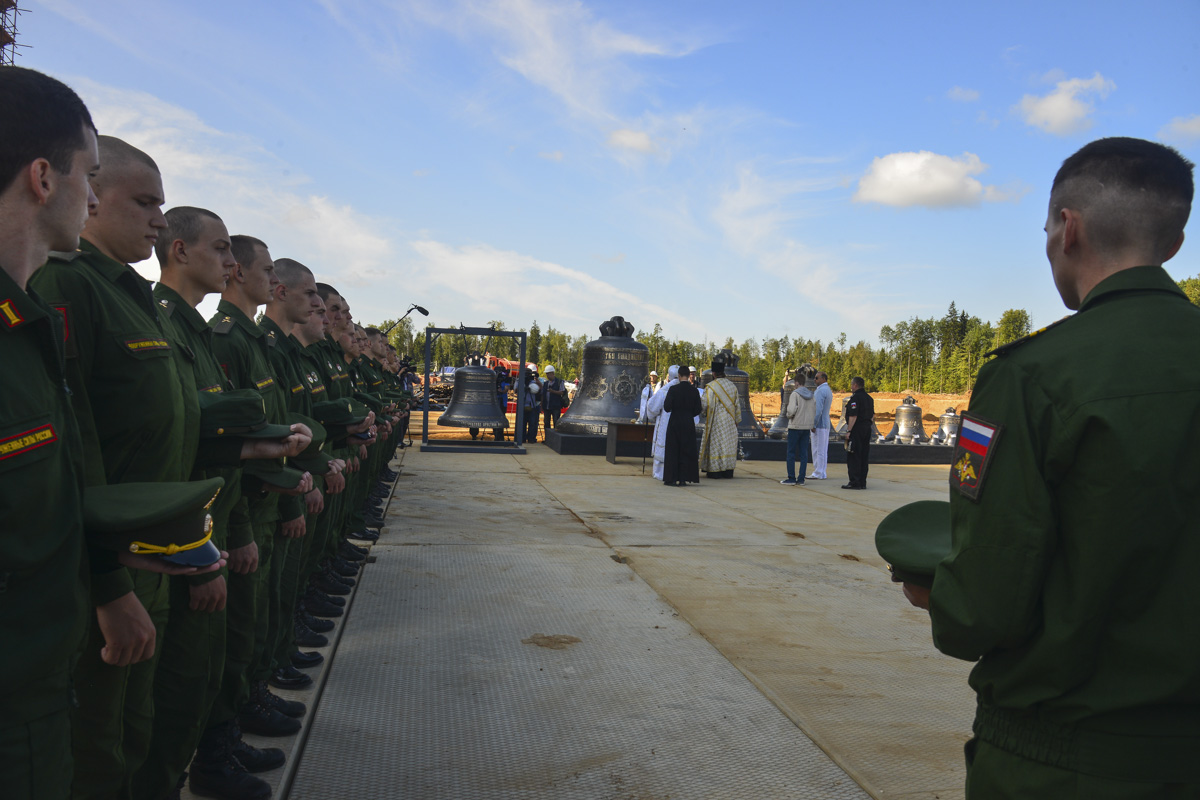
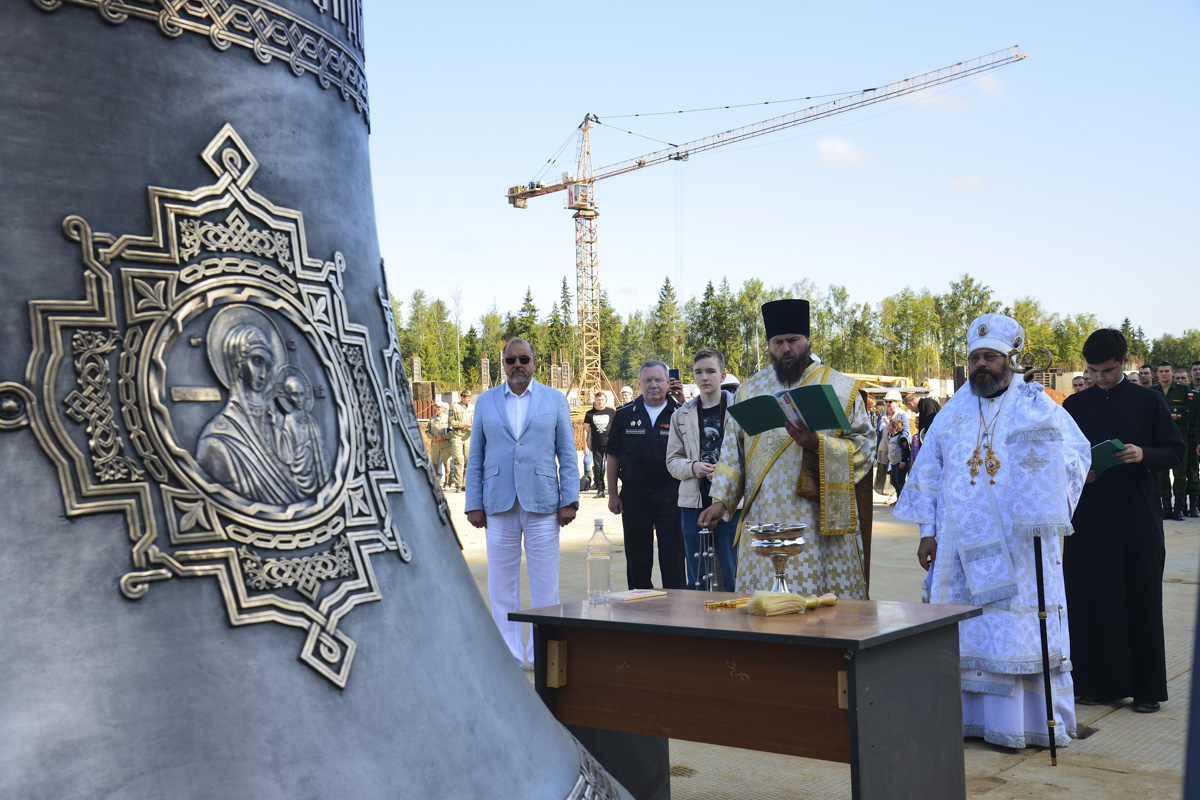
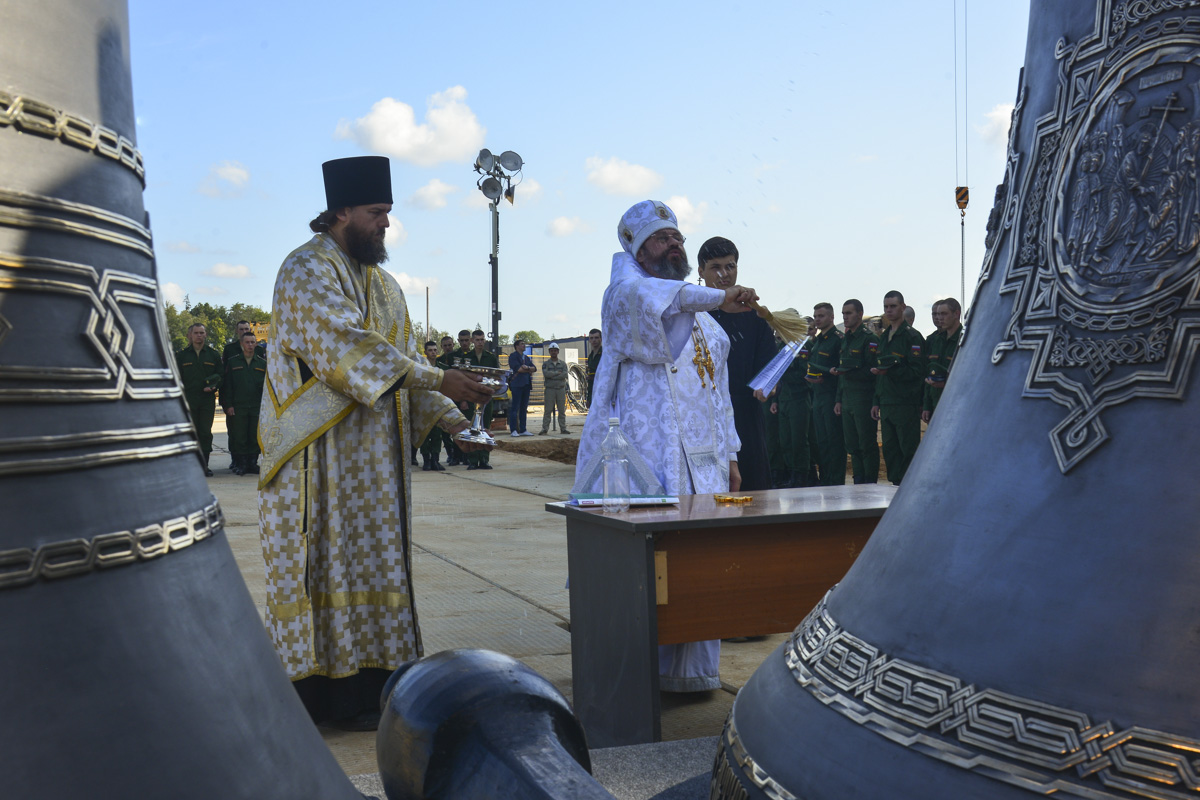
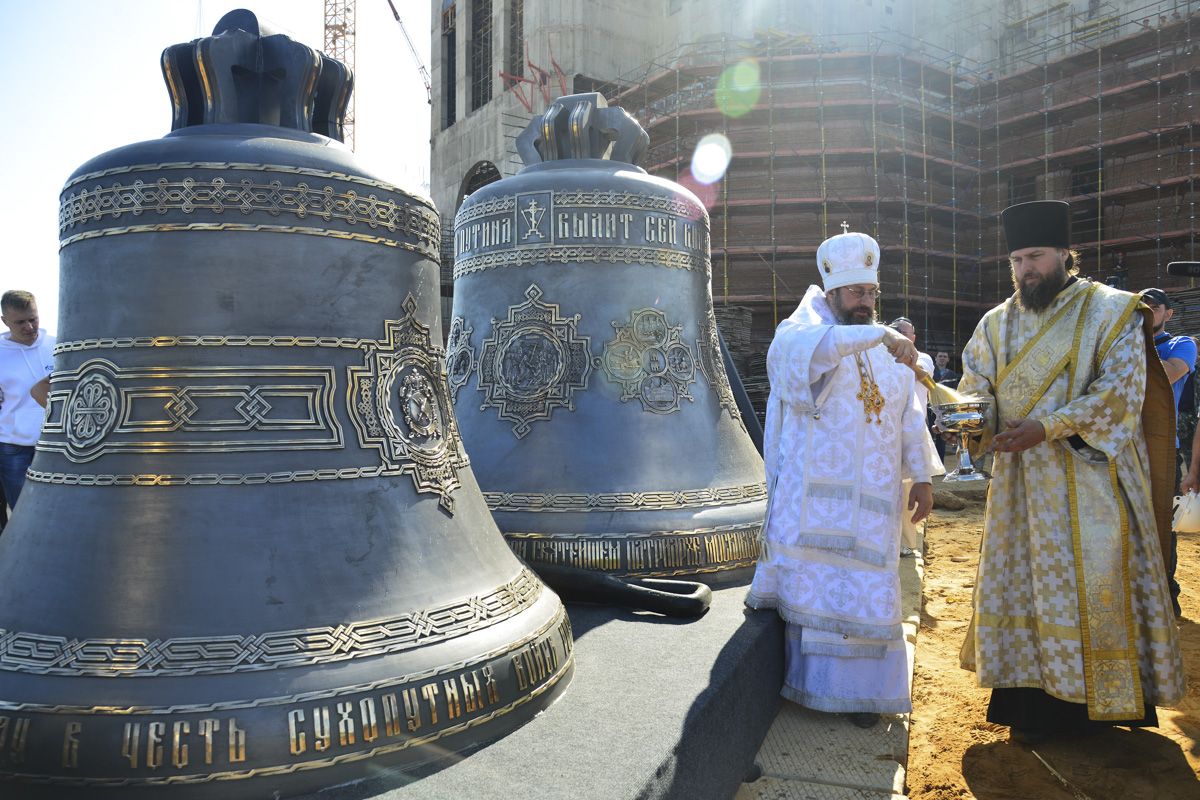
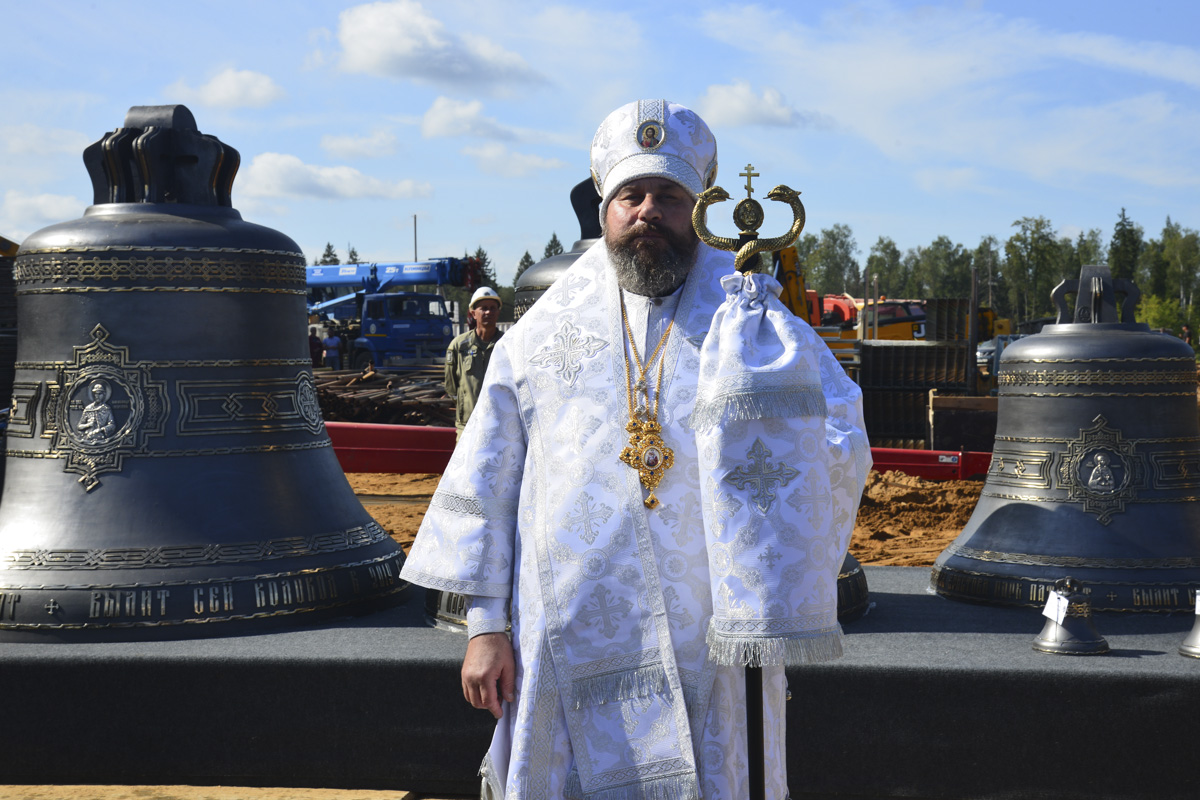
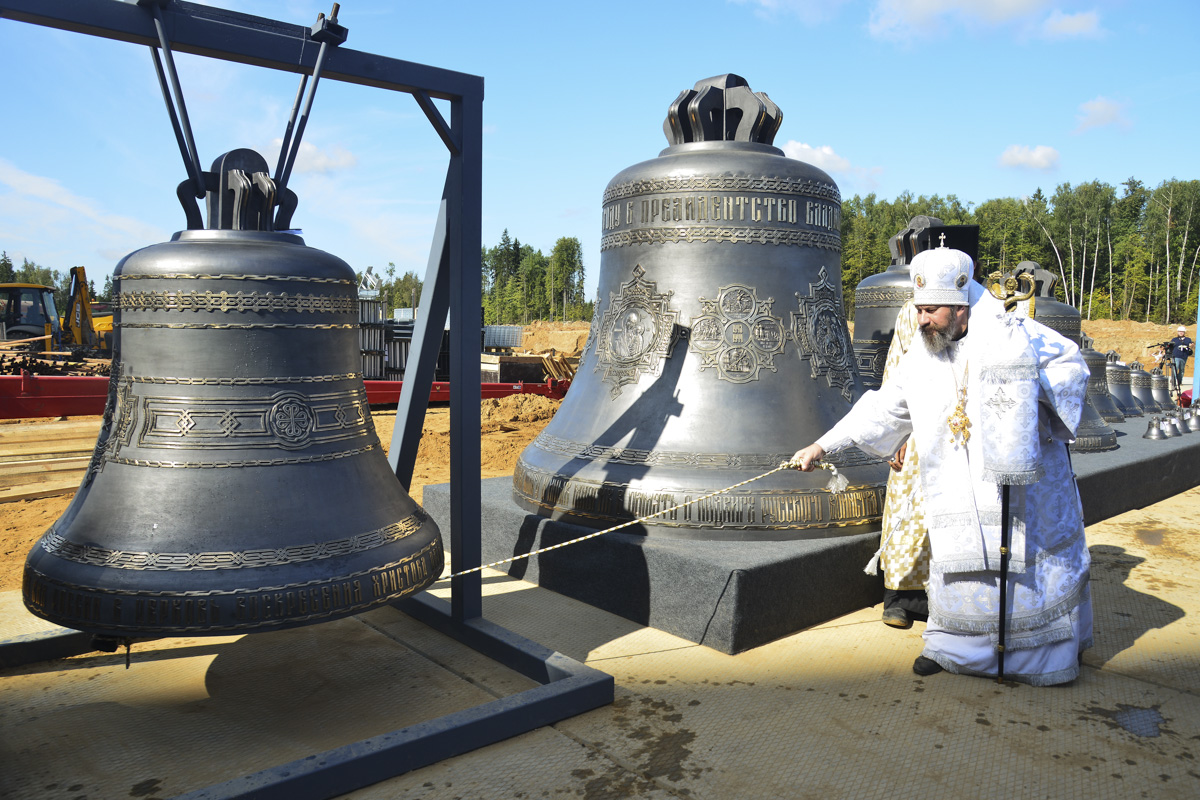
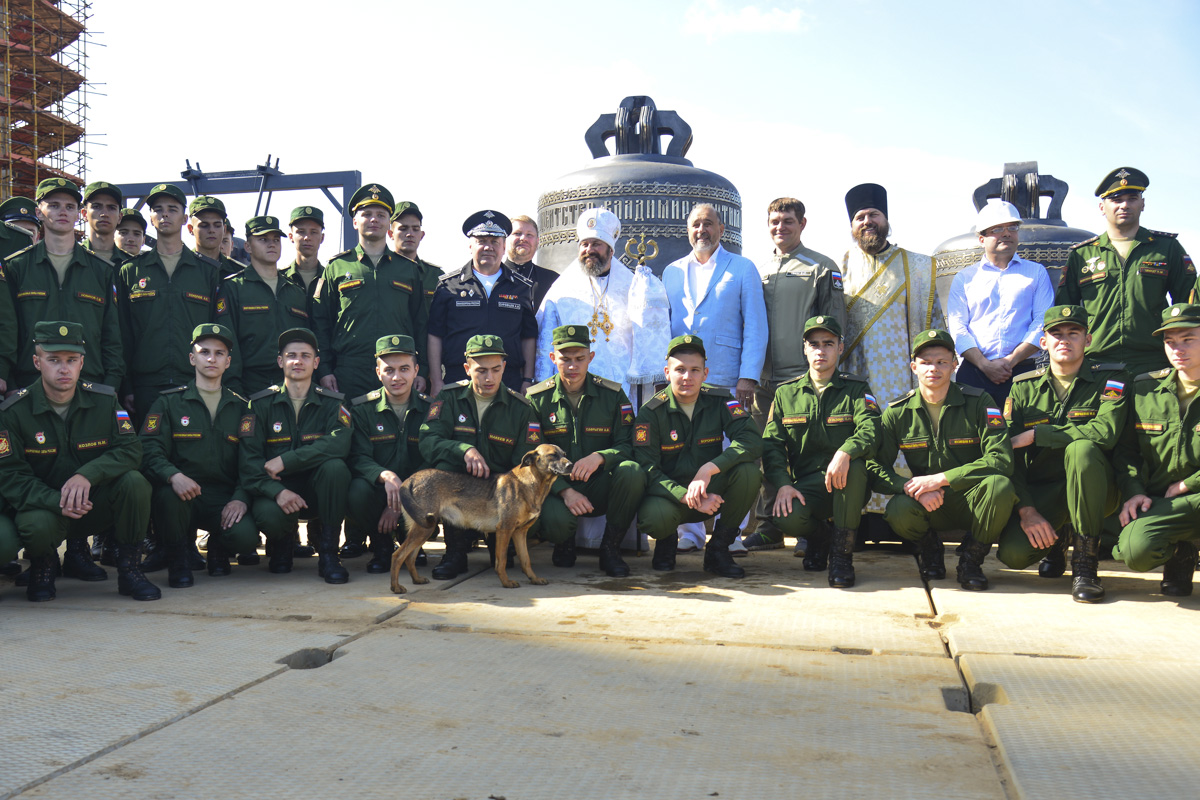
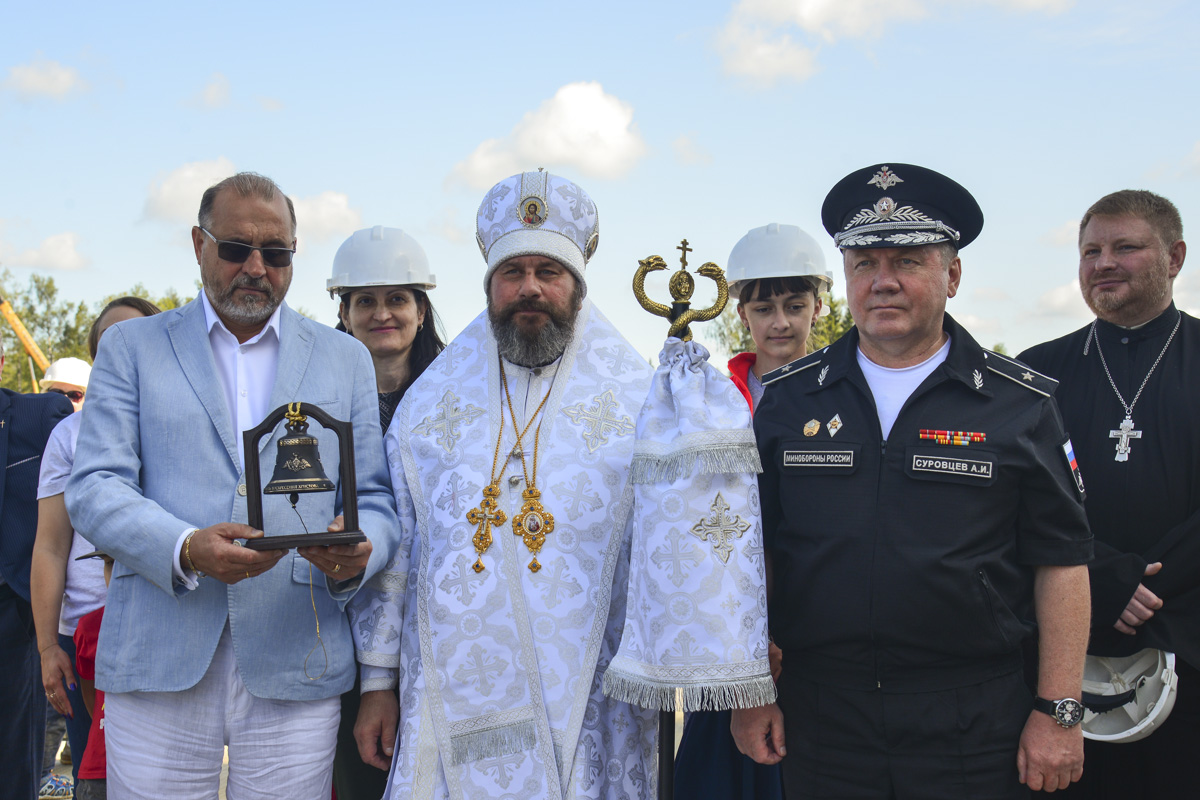
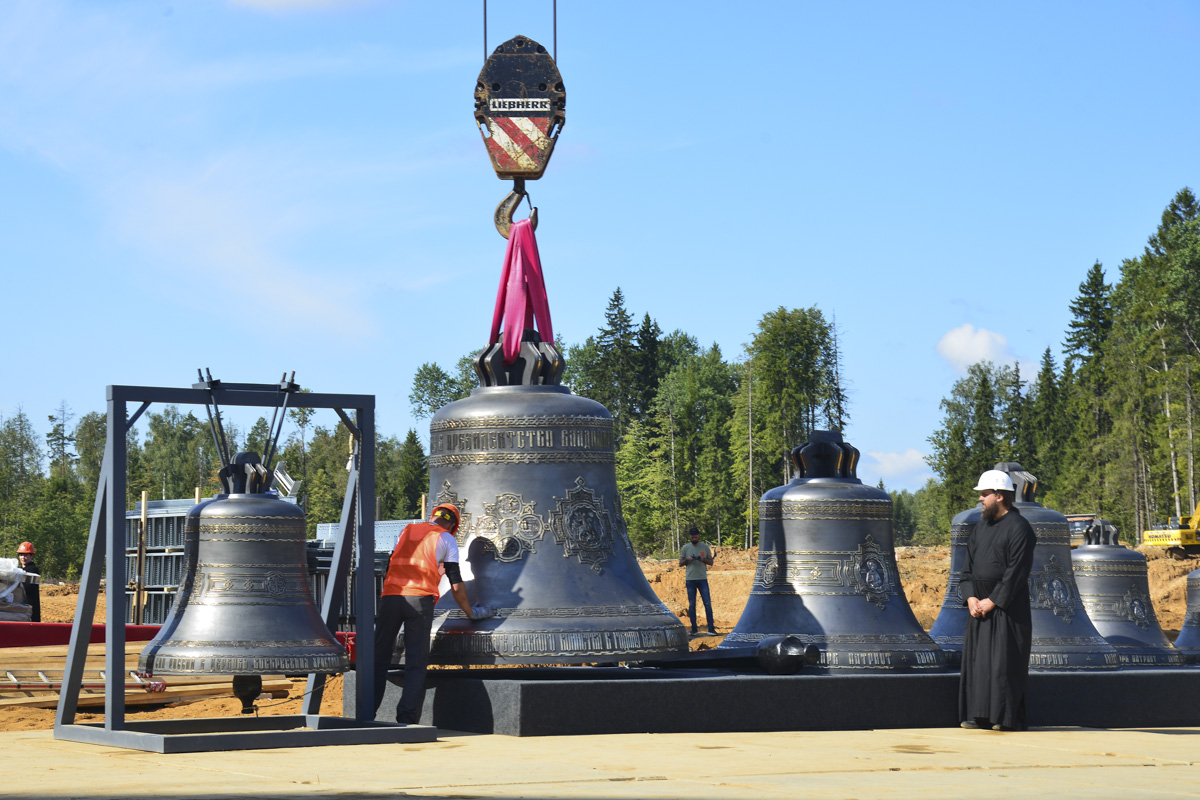
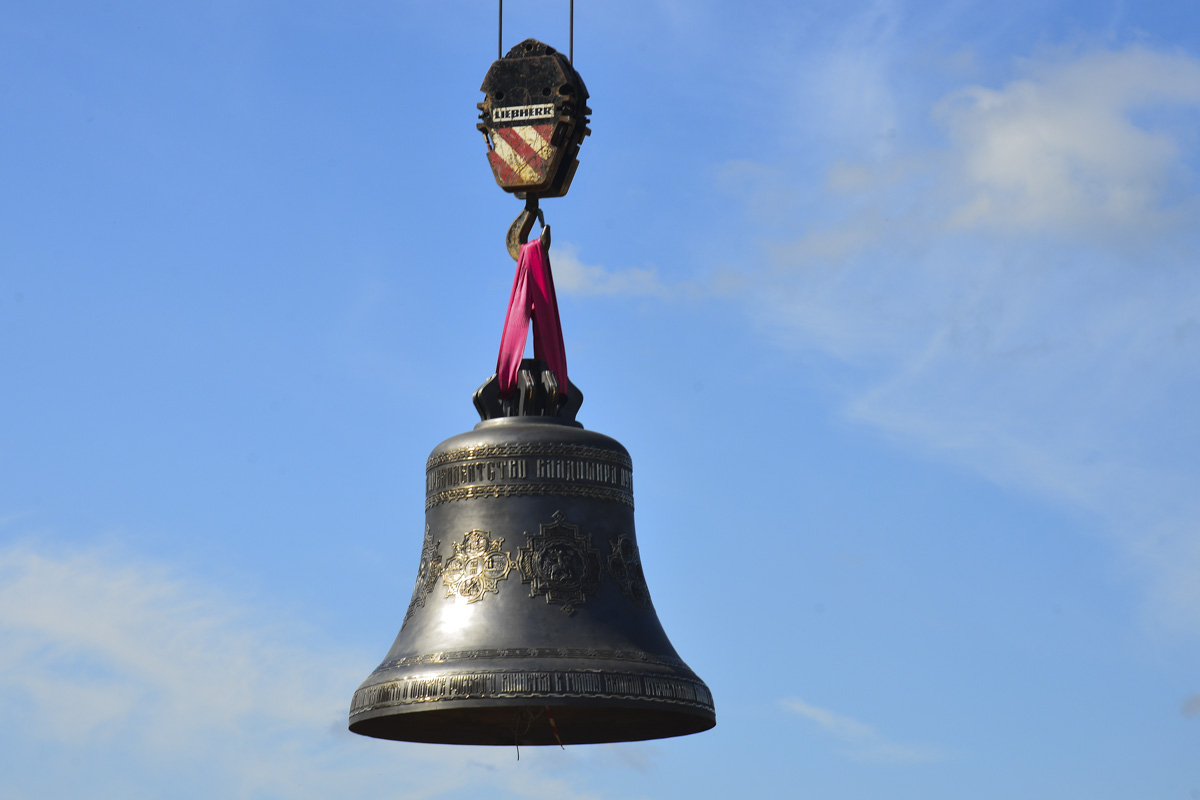
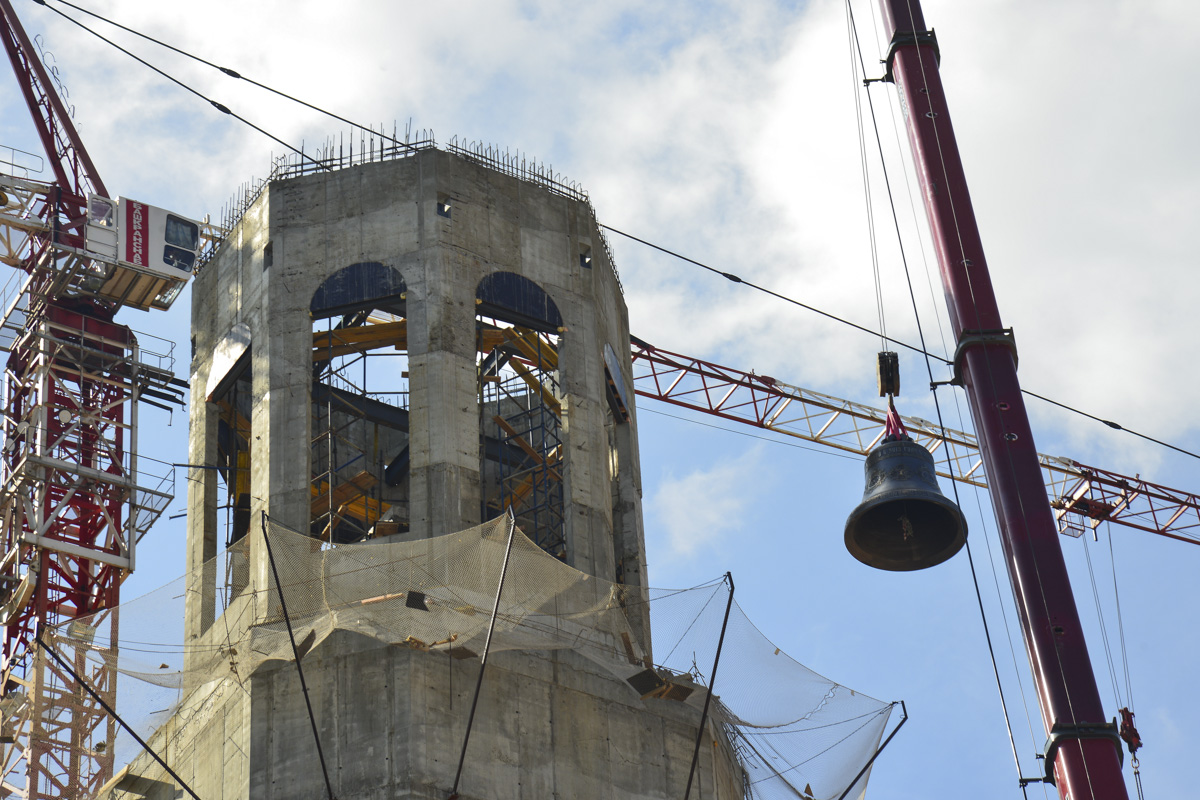
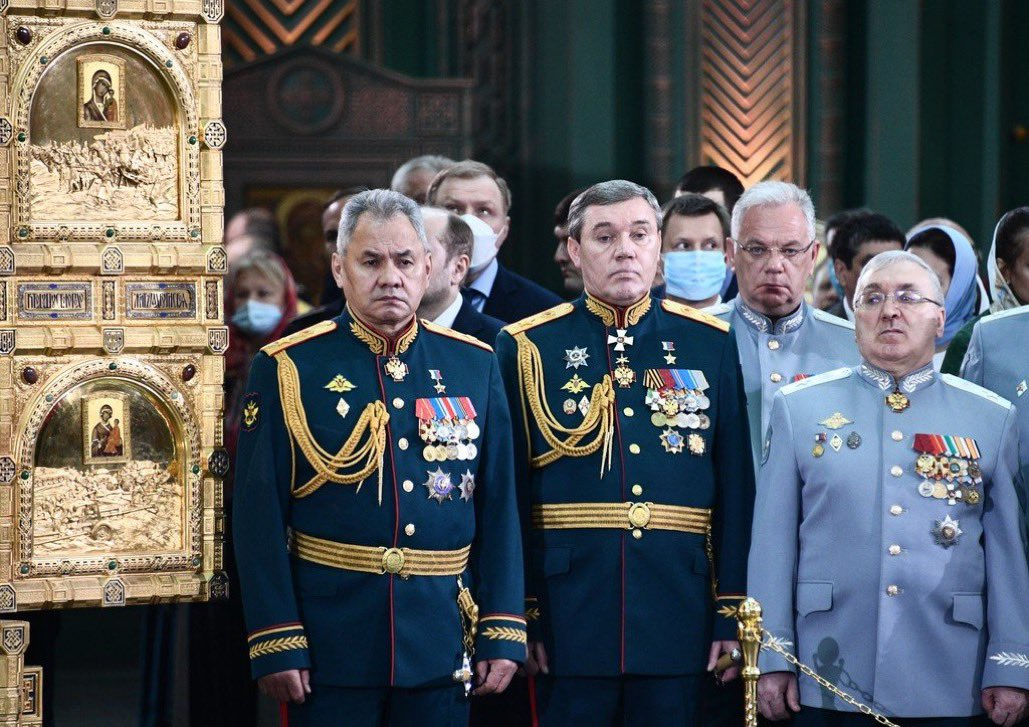